# The Harsh Light of Day
The Harsh Light of Day es el tercer episodio de la cuarta temporada de Buffy the Vampire Slayer. Spike vuelve a Sunnydale, lo que puede hacer que su vida como vampiro cambie totalmente.

## Argumento
En el Bronze toca la banda de Oz (Seth Green). Willow (Alyson Hannigan) y Buffy (Sarah Michelle Gellar) hablan de que esta ha salido con Parker (Adam Kaufman) durante toda la semana. El chico se acerca ofreciéndose a acompañarla. A la salida del club, Willow se encuentra con Harmony (Mercedes McNab), que ahora es una vampiresa, pero Oz llega justo a tiempo. Harmony le informa a Willow de que ella también tiene un novio.
Parker se muestra como un chico sensible y todo marcha a la perfección. Al mismo tiempo Giles(Anthony Head) y Xander (Nicholas Brendon) reciben la visita de Anya (Emma Caufield), quien quiere hablar con Xander sobre su relación, pero él le dice que eche el freno. Justo cuando Buffy está a punto de besar a Parker, Oz y Willow les interrumpen contando disimuladamente el encuentro con Harmony. Por su parte, Harmony va a buscar a su novio, que resulta ser Spike (James Marsters), quien ha regresado a Sunnydale buscando una cripta. Harmony insiste en salir a cenar fuera, hasta que termina convenciendo a Spike, que la lleva a la misma fiesta a la que Parker ha llevado a Buffy. Se encuentran y, para poder huir, Spike arroja a su víctima sobre Buffy, quien sale a la caza de los dos vampiros. Spike se lleva a Harmony cuando ésta revela que están buscando la gema de Amarrah. Buffy informa a Giles que la gema es el equivalente del Santo Grial para los vampiros, y se cree que nunca ha existido.
Xander recibe en el sótano de sus padres la visita de Anya, que se desnuda ante sus ojos y le explica a Xander que necesita sexo para poder superar su relación. De vuelta en la fiesta, Buffy se reúne con Parker y terminan acostándose. No han sido los únicos, pero Anya se marcha a la mañana siguiente no muy contenta con Xander.
De vuelta a su dormitorio, Buffy se encuentra con Giles y Willow. Giles le explica que puede haber una cripta donde se encuentre la gema. Buffy no recibe la esperada llamada de Parker, mientras Spike maltrata a Harmony: en la cripta Spike le clava una estaca mientras ella se está probando joyas, pero la herida se cierra inmediatamente. Harmony lleva la gema en el dedo.
En el apartamento de Giles, toda la pandilla salvo Buffy oye en las noticias que hay un socavón en la carretera y lo relaciona con las excavaciones de Spike. Giles manda a Xander a buscar a Buffy, y éste se encuentra en el campus a Parker soltándole el mismo rollo sensible a otra chica. Tras hablar con él, le deja claro que Buffy sólo ha sido una aventura de una noche. La humillación ha sido presenciada por Spike a plena luz del día. Tras una pelea, Buffy consigue quitarle la gema a Spike.
Reunida la pandilla en casa de Giles, Buffy decide enviarle el anillo a Ángel. Pero las palabras de Parker han minado la seguridad de Buffy, que sale a dar un paseo sola, lo mismo que están haciendo Anya (por culpa de Xander) y Harmony (por culpa de Spike). Las tres se sienten muy tristes por culpa de los hombres.

### Análisis
En este episodio se analizan las relaciones sexuales desde el punto de vista femenino y masculino. Se puede observar como después del acto Buffy se siente más implicada en la relación, cosa que le lleva a preguntar a Parker sentados en la cama si «pueden verse después». Parker, por su parte, parece haber recurrido a Buffy por ser una chica de primer año inexperta. Se puede comprobar esto cuando en otro episodio Parker afirma, comparando a Buffy con un water, que «un water no puede salir corriendo detrás de ti,» y diciendo que era una «estudiante de primer año».
Esta situación también les ocurre a Harmony y Anya de cierta manera, es por ello que la escena final del episodio es un plano de las tres llorando o tristes caminando, sin verse, pero en el mismo lugar.
También se puede ver otro análisis con Ángel-Parker. En las dos situaciones Buffy se despierta sola envuelta en sábanas rojas. Y en ambas situaciones el chico con el que ha practicado sexo cambia, ya sea literalmente, con Ángel convirtiéndose en Angelus, ya sea de manera más mental con Parker «volviéndose malo» a los ojos de Buffy.

## Reparto

### Personajes principales
- Sarah Michelle Gellar como Buffy Summers.
- Nicholas Brendon como Xander Harris.
- Alyson Hannigan como Willow Rosenberg.
- Seth Green como Oz.
- Anthony Stewart Head como Rupert Giles.

### Apariciones especiales
- Emma Caulfield como Anya.
- Mercedes McNab como Harmony Kendall.
- Adam Kaufman como Parker Abrams.
- James Marsters como Spike.

### Personajes secundarios
- Jason Hall como Devon MacLeish.
- Melik como Bryan.

## Producción